# Nicolas Vallet
Nicolas Vallet   (Corbeny, c. dècada del 1580 - Amsterdam, c. dècada del 1640) va ser un llaütista i compositor francès que va emigrar a les províncies unides calvinistes.
Vallet, un hugonot, va néixer a Corbeny, (Aisne), però va fugir cap al 1613 de França cap als Països Baixos per una raó realment desconeguda. A Amsterdam va treballar com a músic autònom, professor de llaüt i propietari d'una escola de dansa.
La seva obra principal, Secretum Musarum (Le Secret des Muses), conté composicions i instruccions per al llaüt renaixentista de 10 plats. Va aparèixer, en dues parts, el 1615 i el 1616. Va ser de les darreres composicions que van aparèixer per a aquest instrument, abans de ser suplantat pel llaüt barroc.
També va escriure els Salms de David (el 1615) i la Regia Pietas (el 1622).
Segons Frederick Neumann, Vallet podria haver estat dels primers a introduir ornaments en la tabulatura de llaüt.